# Bernt Lie

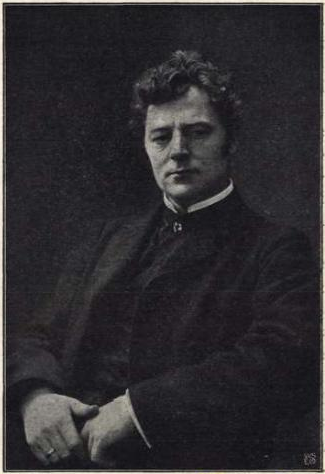
Bernt Lie.

Bernt Bessesen Lie, född den 13 juli 1868, död den 14 juli 1916 i Kristiania, var en norsk författare, brorson till författaren Jonas Lie, far till skulptören Emil Lie. 
Lie blev student 1886, juris kandidat 1891, debuterade 1892 i "Tilskueren" med berättelsen Metje Kajsa. I eventyrland (samma år) med sin älskvärda, stämningsfulla genomsnittstyp angav genast arten av hans novellistik. Justus Hjelm (1894), Nye krafter (1895), Kasper Bugge (1898), I Knut Arnebergs hus (1899), Hildr (1900), Söster Judit (6 upplagor 1902; "Syster Judit" 1902), Et særsyn (1903; "En uppenbarelse", 1905), Vildfugl (6 upplagor 1905; "Vildfågel", 1906), Overlærer Hauch (1906: "Lektor Hauch", 1907), Mot overmagt (4 upplagor 1907; "Mot öfvermakten", 1908), Helle (1909; "Hella". 1910), Thalja (1910) och novellsamlingen Undervejs (1906) äger en lätt och underhållande stil, god komposition, en säker, understundom något sentimental karaktärsteckning. Folkberättelserna Sorte Örn (1894), Svend Bidevind (1897; svensk översättning 1899), Peter Napoleon (1900; svensk översättning 1902), Guttedage (1905; "Pojkdagar", 1907) med flera åtnjöt mycken popularitet.